# ديرليس أورتيز
ديرليس أورتيز (بالإسبانية: Derlis Ortiz)‏ (12 ديسمبر 1986 في باراغواي - ) هو مدرب كرة قدم ولاعب كرة قدم باراغواياني في مركز الوسط. لعب مع سبورتيفو لوكوينو ونادي خنرال دياز وديبورتيفو نوبلينس ‏ وClub Deportivo Capiatá ‏.

## وصلات خارجية
- ديرليس أورتيز على موقع إي إس بي إن إف سي (الإنجليزية)
- ديرليس أورتيز على موقع قاعدة بيانات كرة القدم.إي يو (الإنجليزية)